# Faute d'orthographe
Pour le poème de ce titre, voir Pierre Gamarra.
Pour le film, voir Les Fautes d'orthographe.
 (janvier 2020).
Une faute d'orthographe est un manquement aux normes qui règlent la façon d'écrire un mot dans une langue.

La ligne ondulée rouge signale une faute d’orthographe lors de l’exécution informatique du correcteur de Microsoft Office.

## Origine et étymologie
En 1245, l’ortografie désigne la « manière d'écrire correcte », ce qui induit probablement l'existence d'une manière d'écrire incorrecte et donc de fautes. La formulation peut être considérée comme incorrecte, car l'orthographe désignant la bonne manière d'écrire, il conviendrait de parler plutôt de "faute de français, de grammaire, de conjugaison"...

## Explications linguistiques des fautes d’orthographe
L’acquisition des différentes normes et exigences orthographiques rend l’apprentissage du français particulièrement difficile à l’écrit, et les fautes d’orthographe sont courantes même chez les francophones adultes. Si l’apprentissage de la lecture et de l’écriture du français en vigueur est basé sur une correspondance phonème-graphème, il forme un système graphique complexe à assimiler et comprendre car, en français comme en anglais, de nombreuses recherches ont démontré que la relation graphème-phonème/phonème-graphème influence la lecture et la prononciation. En effet, contrairement à des langues plus transparentes comme l’italien ou le grec, la prononciation de certains mots français ne correspond pas à leurs graphies.
Une étude menée notamment par Nelly Joye et al. sur les différents types d’erreurs orthographiques faites par des élèves anglophones et francophones a permis de mettre en lumière et de comparer les fautes spécifiques à chacune de ces langues au cours de leur apprentissage, mais aussi de les mettre en relation avec des élèves atteints de troubles du langage (TDL), afin de mieux saisir les difficultés que leur langue implique. Leurs résultats ont alors démontré que le taux le plus élevé de fautes chez les élèves anglophones se situait sur la phonologie (ecept pour except) et l’orthographe (choclate pour chocolate) des mots, alors que pour leurs homologues français, les élèves commettaient plus de fautes d’ordre morphologique (j’était pour j’étais) et sémantique (je ma muse pour je m’amusais). Les élèves francophones ont alors plus de difficulté dans la production de texte que pour les mots en eux-mêmes. Dans tous les cas, la proportion de fautes chez les élèves atteints de TDL était quasi-systématiquement plus importante. Ces résultats démontrent alors que la conscience phonologique joue un rôle important dans la représentation des unités sémantiques, orthographiques et morphologiques dans l'orthographe des mots français. De ce fait, l’habileté à lire et écrire semble être due à une connaissance de la morphologie.
Une étude de Peereman et al. propose une expérimentation quant à la possible importance des connaissances morphologiques dans l’apprentissage du français. Pour ce faire, une liste de mots à lire est donnée à des enfants francophones dans quatre formats : normal (dentiste), divisé syllabiquement (den-tiste), morphologiquement (dent-iste) et sans faire attention aux syllabes ou morphèmes (denti-ste). Les résultats montrent que seul le dernier format engendre un ralentissement de la lecture, et suggère alors que les lecteurs francophones utilisent des connaissances morphologiques pour lire les mots. Ces connaissances peuvent par la suite aider à la cohérence graphème-phonème/phonème-graphème et réduire l’incertitude concernant les mots se terminant par une lettre muette. Par la suite, ils réalisent une analyse quantitative sur l’impact des indices morphologiques sur l’apprentissage du français, plus particulièrement des mots que les enfants rencontrent pendant leurs premières années d’apprentissage de la lecture. Une des difficultés du français est la prédominance de flexions silencieuses à l’oral. En effet, les marqueurs de genre et de nombre ont souvent des formes phonologiques homophones (il mange, ils mangent / ami, amie, amis / il, ils). Cela explique pourquoi les enfants oublient facilement l’accord en nombre et en genre. Néanmoins, dans certains cas, la connaissance des morphologies flexionnelle et dérivationnelle peut aider les enfants à déterminer la lettre muette (brun, brune /chant, chanter, chanteur). Ces mots sont alors plus facilement acquis par les enfants que des mots sans dérivé (buvard).

## Quelques fautes courantes
Homophonie
- confusion entre ce (adjectif démonstratif) et se (pronom personnel utilisé comme complément d’objet d’un verbe)
- confusion entre maire, mer et mère
- confusion entre haut, eau, au, os (au pluriel) ou Ô
- confusion entre seau et sceau
- confusion entre ça et sa

Influence de l'anglais
- companie au lieu de compagnie
- connection au lieu de connexion[4]
- correspondence au lieu de correspondance
- dance au lieu de danse
- default au lieu de défaut
- example au lieu de exemple
- language au lieu de langage
- license[5] au lieu de licence
- traffic au lieu de trafic

Omission du redoublement de consonne
- apartement au lieu de appartement
- apartenir au lieu de appartenir
- corolaire au lieu de corollaire
- envelope au lieu de enveloppe
- comettre au lieu de commettre

Redoublement de consonne
- abbréviation au lieu de abréviation
- addresse au lieu de adresse
- aggrégation au lieu de agrégation
- aggression au lieu de agression
- ammener au lieu de amener
- appercevoir au lieu de apercevoir
- courrir au lieu de courir
- baggage au lieu de bagage
- gallerie au lieu de galerie
- giraffe au lieu de girafe
- marriage au lieu de mariage
- ommettre au lieu de omettre